# David Thomas
David Lynn Thomas (14. června 1953 Miami, Florida, USA – 23. dubna 2025, Brighton and Hove, Anglie) byl americký zpěvák, skladatel a hudebník. Byl zakládajícím členem krátce existující protopunkové skupiny Rocket from the Tombs (1974–1975, po roce 2003 obnovena), v roce 1975 založil skupinu Pere Ubu, se kterou vydal řadu nahrávek. Rovněž publikoval řadu vlastních alb, převážně za doprovodu skupin The Pedestrians (The Sound of the Sand, Variations on a Theme a More Places Forever) a Two Pale Boys (Erewhon a další).